# 中村哲 (計算機科學家)
中村哲（日语：／，1958年8月4日—），日本計算機科學家，京都大学博士。奈良先端科學技術大學院大學（NAIST）榮休教授和德國卡尔斯鲁厄理工学院名誉教授。現任香港中文大學（深圳）數據科學學院校長講座教授。

## 經歷
中村哲於1981年畢業於京都工藝纖維大學工藝学部電子工学科，獲学士学位。1992年获京都大学工學博士学位。1981年至1986年和1990年至1993年，他在奈良縣夏普中央研究實驗室從事語音識別研究。1986年至1989年間，曾任国際電氣通信基礎技術研究所（Advanced Telecommunications Research Institute International，以下簡稱「ATR」）口譯電話研究所的語音處理部門研究員。
1994年至2000年担任奈良先端科學技術大學院大學（Nara Institute of Science and Technology，以下簡稱「NAIST」）信息科学研究生院副教授。1996年任美國羅格斯大學客座教授（文部科學省在外研究員）。2000年出任ATR口語通信研究所室長，2005年升任該所所長。2007年至2008年兼任ATR副社長。2006年轉任情報通信研究機構（NICT）語音通信研究組組長，2010年起歷任NICT知识创造传播研究中心主任與關西文化學術研究都市研究所所長。
2011年，他以正教授的身份进入NAIST，在那裡建立了数据科学中心，並于2017年至2021年在此中心担任主任。2017年至2021年，他担任日本理化学研究所旅游信息分析团队的团队负责人。
2024年3月31日，中村哲從NAIST退休，同年4月加入香港中文大學（深圳）數據科學學院擔任校長講座教授。

## 學術研究
中村哲的研究兴趣包括口语处理建模和系统、语音处理、口语翻译、口语对话系统、自然语言处理和数据科学。他是语音翻译研究的世界級领军人物之一，并一直致力于各种语音翻译研究项目，包括C-Star, A-Star和国际口语机器翻译评测比赛。他目前是國際語音學會語音語言翻譯專業小組（International Speech Communication Association Special Interest Group: Spoken Language Translation）的主任。他也为國際電信聯盟网络语音翻译的标准化做出了贡献。
中村哲是电气电子工程师学会（IEEE）会士、国际语音通信学会（ISCA）会士、日本情报处理学会会士、国際電氣通信基礎技術研究所（ATR）会士，以及IEEE信号处理学会成员。
他曾獲得AAMT長尾獎、日本聲學學會技術開發獎、信息處理學會喜安紀念業績獎、總務大臣表彰、文部科學大臣表彰、國際數位人文組織聯盟Antonio Zampoli 獎、NTT Docomo Mobile Science 獎、IBM Faculty Award、Google AI Focused Research Award 等諸多獎項。